# Тепловая электростанция
Теплова́я электроста́нция (или теплова́я электри́ческая ста́нция) — электростанция на основе теплового двигателя, вырабатывающая электрическую энергию за счёт преобразования химической энергии топлива в процессе горения или ядерную энергию топлива (АЭС — также относится к тепловым электростанциям, ведь в основе её работы также лежит тепловой двигатель) в тепловую, а затем — в механическую энергию вращения вала электрогенератора. Либо же, тепловая электростанция может получать геотермальное тепло, в таком случае речь уже идёт о геотермальной электростанции (ГеоТЭС), при этом, процесса сжигания топлива на такой тепловой электростанции не происходит. Также, разновидностью тепловых электростанций являются термодинамические солнечные электростанции, использующие двигатели Стирлинга или цикл Ренкина (паросиловой цикл) для привода генератора. В качестве топлива широко используются различные горючие ископаемые: уголь, природный газ (пропан, метан), реже — мазут, водород, биогаз, сланцевый газ, нефть, бензин, дизельное топливо, спирт отходы, торф, горючие сланцы, дрова.
Многие крупные тепловые станции вырабатывают только электричество — конденсационная электростанция; средние станции могут также использоваться для выработки тепла в схемах теплоснабжения (ТЭЦ).
В традиционных теплоэлектростанциях топливо сжигается в топке парового котла, нагревая и превращая в пар воду, прокачиваемую внутри котла в специальных трубках (водотрубный котёл). Полученный перегретый пар с высокой температурой (до 400—650 градусов Цельсия) и давлением (от единиц до десятков МПа) подаётся через паропровод в турбогенератор — совмещённые паровую турбину и электрогенератор. В многоступенчатой паровой турбине тепловая энергия пара частично превращается в механическую энергию вращения вала, на котором установлен электрический генератор. В ТЭЦ часть тепловой энергии пара также используется в сетевых подогревателях.
В ряде теплоэлектростанций получила распространение газотурбинная схема, в которой полученная при сжигании газообразного или жидкого топлива смесь горячих газов непосредственно вращает турбину газотурбинной установки, ось которой соединяется с электрогенератором. После турбины газы остаются достаточно горячими для полезного использования в котле-утилизаторе для питания паросилового двигателя (парогазовая установка) или для целей теплоснабжения (газотурбинная ТЭЦ).
Первая теплоэлектростанция «Pearl Street Station» появилась в Нью-Йорке на Перл-стрит в 1882 году.

## История
Первая тепловая электростанция была построена в Нью-Йорке на Перл-Стрит (Манхэттен) в 1882 году.

## Типы
- Котлотурбинные электростанции
  - Конденсационные электростанции (КЭС, исторически получили название ГРЭС — государственная районная электростанция)
  - Теплоэлектроцентрали (теплофикационные электростанции, ТЭЦ)
- Газотурбинные электростанции

- Электростанции на базе парогазовых установок

- Электростанции на основе поршневых двигателей
  - С воспламенением от сжатия (дизель)
  - C воспламенением от искры

- Комбинированного цикла

Современные ТЭС делятся на два типа:
1. С поперечными связями. Основной агрегат по пару и воде связаны между собой
2. С блочной компоновкой. При таком типе основное оборудование описывается отдельным технологическим процессом в пределах каждого энергоблока.

## Экологические аспекты
Энергетика является одним из тех секторов мировой экономики, изменения в которых необходимы, чтобы избежать неприемлемых последствий глобального потепления. Оценки энергоинфраструктуры на основе глобального эмиссионного бюджета CO2 показывают, что после 2017 года в мире не должны вводиться в строй новые электростанции, работающие на ископаемом топливе.
Тепловые электростанции зачастую становятся «мишенями» для радикально настроенных климатических активистов.